# لودفيغ بلومستراند
لودفيغ بلومستراند (بالسويدية: Ludwig Blomstrand)‏ هو لاعب هوكي الجليد سويدي، ولد في 8 مارس 1993 في أوبسالا في السويد.

## وصلات خارجية
- لودفيغ بلومستراند على موقع دوري الهوكي الوطني (الإنجليزية)
- لودفيغ بلومستراند على موقع EliteProspects.com (الإنجليزية)
- لودفيغ بلومستراند على موقع HockeyDB.com (الإنجليزية)